# ليو فاز
ليو فاز (بالبرتغالية: Leo Vaz‏) هو صحفي وكاتب برازيلي، ولد في 6 يونيو 1890 في Capivari ‏ في البرازيل، وتوفي في 5 مارس 1973 في ساو باولو في البرازيل.